# Reniss
Kiên Rennise Nde (sinh ngày 24 tháng 4 năm 1988, tại Mankon), được biết đến với nghệ danh Reniss, là một ca sĩ và nhạc sĩ người Cameroon. Reniss có thể hát bằng tiếng Anh, tiếng Pháp, tiếng Pidgin và Ngeumba. Reniss trở nên nổi tiếng trong làng âm nhạc châu Phi sau khi phát hành video âm nhạc "La Sauce" vào ngày 6 tháng 5 năm 2016.

## Sự nghiệp
Reniss lớn lên ở khu phố Mabanda, Douala, Cameroon. Reniss đã tích cực tham gia vào dàn hợp xướng nhà thờ tại New Covenant và Presbyterian Church ở Douala, và bắt đầu hát từ năm 13 tuổi. Sau khi đi du lịch và biểu diễn trong các sự kiện của nhà thờ trong nhiều năm, Reniss bắt đầu làm việc với nhà sản xuất và nghệ sĩ người Cameroon, Jovi. Reniss đã phát hành đĩa đơn đầu tiên của cô, "Fire" và "Holy Wata" vào năm 2011 và 2012, dưới nhãn thu âm Mumak. Cô tiếp tục làm việc với Jovi, xuất hiện trong album đầu tay của anh, H.I.V, vào năm 2012. Vào năm 2013, Reniss đã phát hành EP đầu tiên của mình, Afrikan LuV, một sự kết hợp điện tử của nhịp điệu pop và châu Phi, dưới nhãn hiệu New Bell Music.
Reniss đã phát hành "C'est La Vie", video âm nhạc đầu tiên của cô với New Bell Music vào tháng 10 năm 2013. Cô đã được công nhận nhiều hơn ở Cameroon sau khi thể hiện trong bài hát và video "BASTARD" của Jovi vào tháng 1 năm 2014. Vào tháng 8 năm 2015, Reniss đã phát hành EP Milkish thứ hai của mình. Sau khi phát hành thêm một số video, Reniss đã phát hành video cho đĩa đơn "La Sauce" vào tháng 5 năm 2016, đạt được 2 triệu lượt xem sau 6 tháng. "La Sauce" tiếp tục trở nên phổ biến khắp châu Phi và châu Âu, và trở thành quốc ca không chính thức cho những chú sư tử bất khuất của Cameroon, trong quá trình giành chiến thắng tại AFCON 2017. LP Tendon đầu tay của Reniss đã được phát hành vào tháng 10 năm 2016. Được sản xuất bởi Jovi dưới bí danh "Le Monstre", theo phong cách Mboko của anh ấy, album là sự kết hợp của nhiều thể loại bao gồm Dance Dance, Njang, Bend Skin, Bikutsi, Makossa, dance hall, RnB, v.v. Vào ngày 8 tháng 3 năm 2017, Reniss đã phát hành EP Reniss Chante Les Classiques để vinh danh Ngày Quốc tế Phụ nữ. Trong EP sáu bài hát, Reniss bao gồm các nữ nghệ sĩ châu Phi cổ điển như Miriam Makeba, Cesária Évora và Bella Bellow. Vào ngày 19 tháng 5 năm 2017, Reniss đã phát hành "Pilon", video thứ năm trong album Tendon của cô. Vào tháng 1 năm 2018, Reniss đã phát hành EP Express Vol. 1, với một video đi kèm "Doudou". Sau đó, cô đã phát hành video thứ hai từ EP, "Cuộc sống về đêm" có sự tham gia của Jovi, vào ngày 6 tháng 4 năm 2018.

## Danh sách đĩa hát

### Album
- Tendon [2016]

### EP
- Afrikan LuV [2013]
- Milkish [2015]
- Reniss Chante Les Classiques [2017]
- Express Vol. 1 [2018]
- Express Vol. 2 [2018]